# 觀塘政府合署
觀塘政府合署（英語：Kwun Tong Government Offices），正式名稱政府合署觀塘分署（Kwun Tong District Branch Office），建於1962年，為香港九龍觀塘市中心的其中一座政府辦公大樓，位處於觀塘同仁街6號，樓高只有6層。大樓關閉前內設社會福利署觀塘區福利辦事處、觀塘郵政局、觀塘民政事務處、觀塘區議會秘書處、消費者委員會觀塘諮詢中心、民安隊辦事處等政府部門的辦事處。觀塘區議會曾主要在該大樓舉行會議。
觀塘政府合署旁為觀塘賽馬會健康院，位處觀塘觀塘道457號，內有普通科門診診所、職業安全健康中心、觀塘職業健康診所、牙科診所等。2015年3月23日，因配合觀塘市中心重建，原位於觀塘道457號的觀塘賽馬會健康院普通科門診診所，搬遷至觀塘協和街60號地下高層，並易名為觀塘社區健康中心擴充服務。

## 拆卸工程

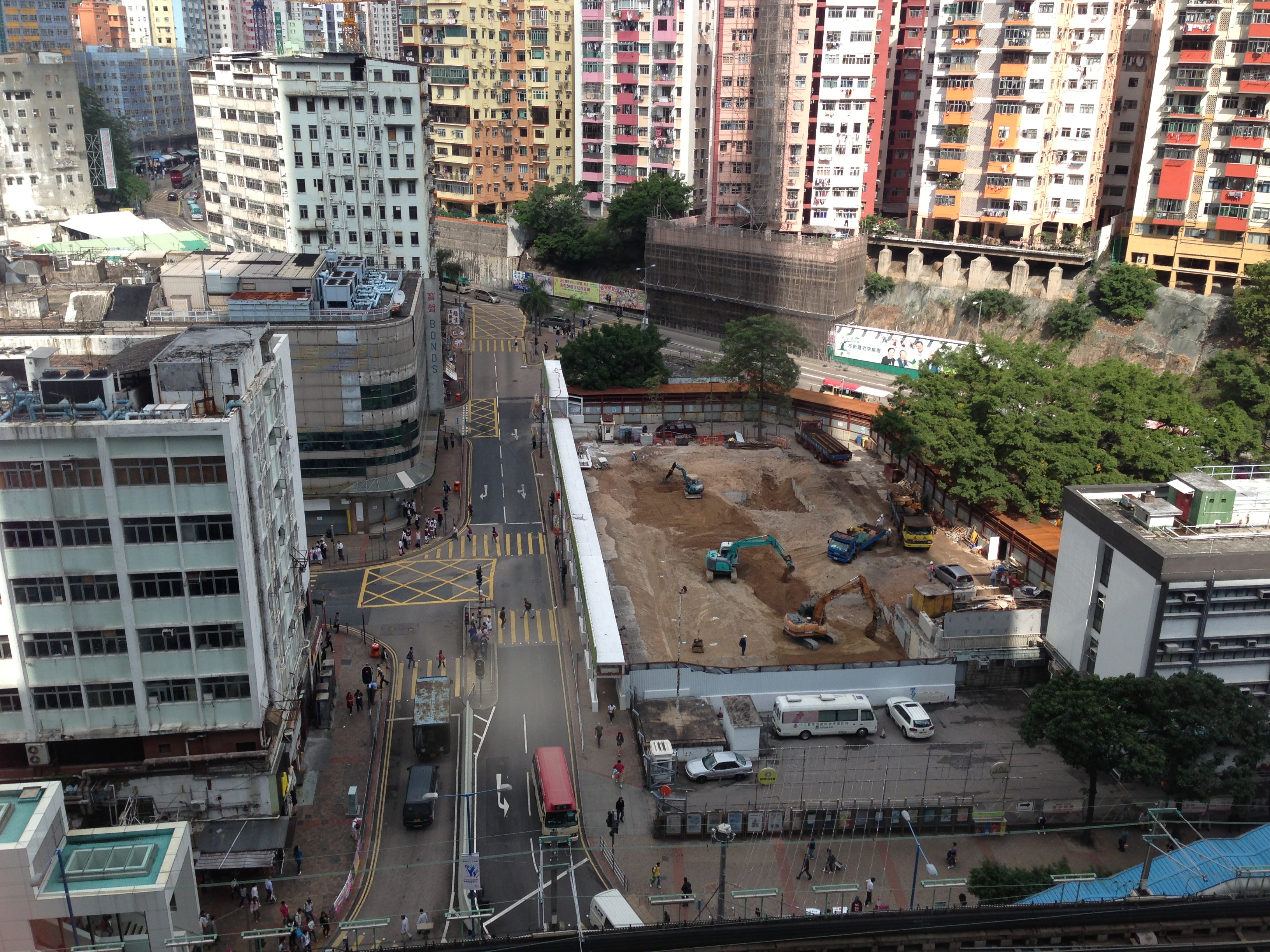
2012年11月，觀塘政府合署已拆卸

觀塘政府合署及觀塘賽馬會健康院被列入觀塘市中心重建項目的範圍之內，未來將被拆卸。觀塘政府合署於2012年3月起停止運作，而大樓內的政府部門辦事處將有以下安排：
| 政府部門辦事處                 | 搬遷地址                                | 搬遷日期          |
| ------------------------------ | --------------------------------------- | ----------------- |
| 觀塘民政事務處                 | 創紀之城6期21樓                         | 2012年5月2日搬遷  |
| 觀塘區議會秘書處               | 創紀之城6期20樓5-7室                    | 2012年5月2日搬遷  |
| 醫療輔助隊                     | 創紀之城6期19樓5室                      | 2012年2月27日搬遷 |
| 民安隊                         | 創紀之城6期19樓3室                      | 2012年3月5日搬遷  |
| 勞工處-職業安全及健康部-行動科 | 創紀之城6期19樓6-7室                    | 2012年3月5日搬遷  |
| 觀塘民政事務處諮詢服務中心     | 觀塘道嘉域大廈地下                      | 2012年5月2日搬遷  |
| 觀塘郵政局                     | 鴻圖道52樓地下                          | 2012年3月19日搬遷 |
| 食物環境衛生署辦事處           | 鴻圖道保華企業中心9樓901-903及908-912室 | 2012年5月2日搬遷  |

以下租戶在重建計劃開始前已搬遷：
| 政府部門辦事處 | 搬遷地址         | 搬遷日期           |
| -------------- | ---------------- | ------------------ |
| 觀塘法院       | 觀塘鯉魚門道10號 | 1984年10月15日搬遷 |

觀塘政府合署大楼的拆卸工程已经在2012年7月开始，拆卸完成後土地用作临时小巴总站、小贩市集、垃圾站和公共洗手間用途。在裕民坊商場啟用後設施亦已停用。

## 圖片庫

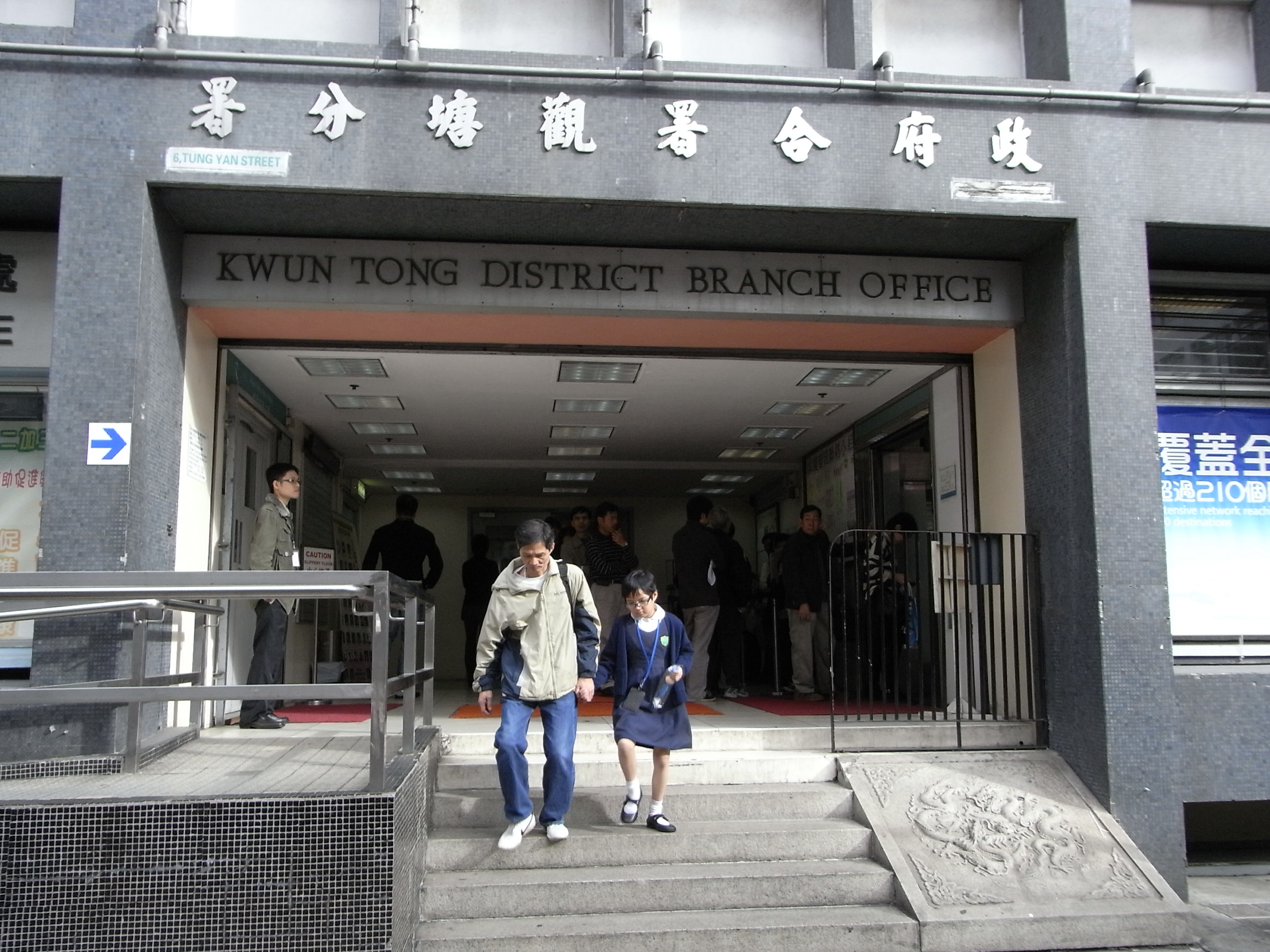
觀塘政府合署正門
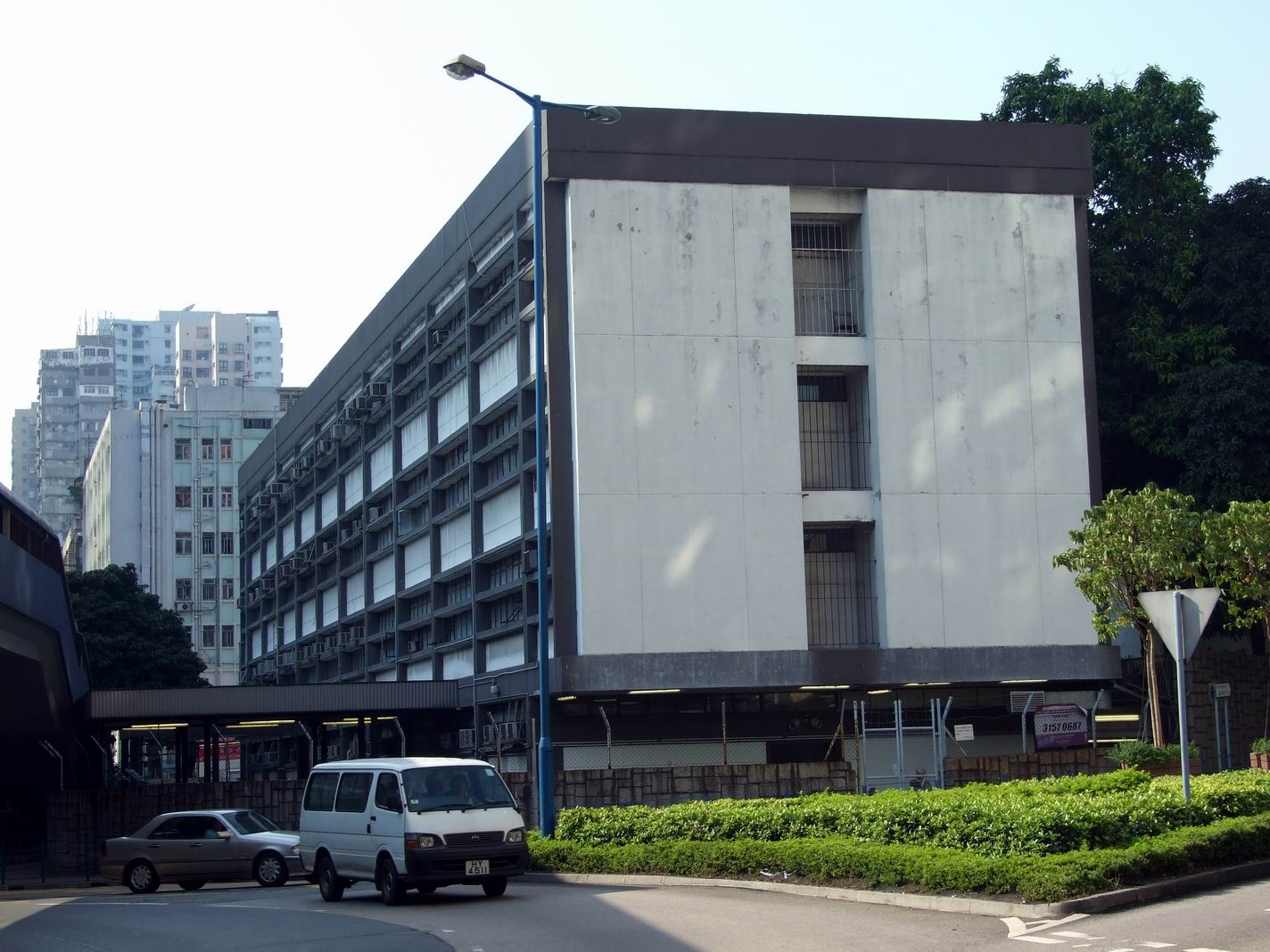
觀塘賽馬會健康院

## 外部連結
维基共享资源上的相關多媒體資源：觀塘政府合署
22°18′47.88″N 114°13′32.80″E / 22.3133000°N 114.2257778°E